# Municipio de La Grue
El municipio de La Grue (en inglés: La Grue Township) es un municipio ubicado en el condado de Arkansas en el estado estadounidense de Arkansas. En el año 2010 tenía una población de 4489 habitantes y una densidad poblacional de 21,87 personas por km².

## Geografía
El municipio de La Grue se encuentra ubicado en las coordenadas 34°16′59″N 91°20′36″O / 34.28306, -91.34333. Según la Oficina del Censo de los Estados Unidos, el municipio tiene una superficie total de 205.24 km², de la cual 202,61 km² corresponden a tierra firme y (1,28 %) 2,63 km² es agua.

## Demografía
Según el censo de 2010, había 4489 personas residiendo en el municipio de La Grue. La densidad de población era de 21,87 hab./km². De los 4489 habitantes, el municipio de La Grue estaba compuesto por el 80,46 % blancos, el 16,11 % eran afroamericanos, el 0,2 % eran amerindios, el 0,36 % eran asiáticos, el 1,63 % eran de otras razas y el 1,25 % eran de una mezcla de razas. Del total de la población el 3,01 % eran hispanos o latinos de cualquier raza.